# Långsjön (Åsele socken, Lappland)
Långsjön är en sjö i Åsele kommun i Lappland och ingår i Ångermanälvens huvudavrinningsområde. Sjön har en area på 0,132 kvadratkilometer och ligger 326,2 meter över havet.

## Delavrinningsområde
Långsjön ingår i det delavrinningsområde (710701-156703) som SMHI kallar för Utloppet av Långsjön. Medelhöjden är 337 meter över havet och ytan är 1,04 kvadratkilometer. Det finns inga avrinningsområden uppströms utan avrinningsområdet är högsta punkten. Vattendraget som avvattnar avrinningsområdet har biflödesordning 2, vilket innebär att vattnet flödar genom totalt 2 vattendrag innan det når havet efter 176 kilometer. Avrinningsområdet består mestadels av skog (87 procent). Avrinningsområdet har 0,13 kvadratkilometer vattenytor vilket ger det en sjöprocent på 12,8 procent.